# 웨일스 축구 국가대표팀
웨일스 축구 국가대표팀은 영국의 웨일스를 대표하는 축구 국가대표팀으로 웨일스의 축구 감독 기관이자 세계에서 3번째로 오래된 축구 협회인 웨일스 축구 협회(FAW)가 관리한다. 웨일스의 첫 국제 경기는 1876년 3월 26일 열린 스코틀랜드와의 경기로 이 경기에서 0-4로 대패했으며 홈 구장으로는 카디프 시티 스타디움을 사용하고 있다.

## 국제 대회 역사

### FIFA 월드컵

#### 1958년 FIFA 월드컵
1958년 FIFA 월드컵을 통해 사상 처음으로 월드컵 본선 무대를 밟은 웨일스는 본선에서 개최국 스웨덴, 전 대회 준우승국 헝가리, 당시 월드컵 최약체였던 멕시코와 함께 3조에 편성되었다. 그리고 첫 경기인 헝가리전에서 전반 5분 헝가리의 보지크 요제프에게 선제골을 헌납했지만 전반 27분 존 찰스가 동점골을 터뜨리면서 1-1 무승부를 기록했다. 이어 벌어진 멕시코와의 2차전에서는 전반 32분 아이버 올처치의 선제골로 1-0으로 앞서면서 승리를 눈 앞에 두는 듯 했지만 후반 44분 멕시코의 하이메 벨몬테에게 동점골을 내주면서 1차전에 이어 2차전에서도 1-1로 승부를 가리지 못했다. 그리고 스웨덴과의 조별리그 최종전에서는 득점 없이 0-0으로 비기며 3전 전무를 기록하면서 헝가리를 따돌리고 조 2위로 사상 첫 8강 진출에 성공했다. 그리고 8강에서 남미의 강호 브라질을 상대로 대등한 경기를 이어가다가 후반 21분 펠레에게 선제골이자 결승골을 내주고 0-1로 석패하면서 아쉽게 4강 진출의 꿈을 접었다. 그 이후 웨일스는 단 한번도 월드컵 본선에 나서지 못했고 특히 2018년 FIFA 월드컵 유럽 지역 예선에서 4승 5무 1패의 준수한 성적을 냈음에도 불구하고 세르비아, 아일랜드에 밀려 D조 3위로 60년만의 월드컵 통산 2번째 본선 진출이 좌절되었다.

#### 2022년 FIFA 월드컵
2022년 FIFA 월드컵 유럽 지역 예선 E조에서 조 2위로 유럽 지역 플레이오프에 올라갔다. 플레이오프에서 오스트리아, 스코틀랜드, 우크라이나와 함께 A조에 배정된 웨일스는 홈에서 열린 1라운드에서 오스트리아를 2-1로 꺾었고, 역시 홈에서 열린 2라운드에서 우크라이나를 1-0으로 꺾으며 스웨덴 월드컵 이후 64년만에 통산 2번째로 월드컵 본선에 진출했다. 이로서 웨일스는 월드컵 본선에서 축구 종주국이자 같은 영연방 라이벌인 잉글랜드, 아시아의 강호 이란, 8년만에 월드컵 본선 무대를 밟은 미국과 함께 B조에 합류하며 16강 진출을 놓고 다투게 되었다. 이에 따라 알라이얀의 아흐메드 빈 알리 스타디움에서는 월드컵 역사상 최초로 성사된 영국 축구 더비인 웨일스 - 잉글랜드의 경기가 열리게 됐다.
지역예선 당시 감독을 맡았던 라이언 긱스가 여자친구 폭행 사건에 연루되는 바람에, 대부분은 롭 페이지 수석코치가 감독 대행을 맡아 웨일스를 이끌었다. 결국 플레이오프를 마감한 후 라이언 긱스는 감독직에서 사퇴했고, 롭 페이지 수석코치가 정식 감독으로 승격되어 월드컵 무대에 나서게 됐다.
미국과 맞붙었던 B조 1차전에서는 가레스 베일이 페널티킥으로 월드컵 데뷔 골을 신고하며 1:1 무승부를 기록했으나, 이란과 잉글랜드에 연달아 패하며 조 최하위로 탈락하고 말았다. 월드컵 최초의 영국 축구 더비도 싱겁게 끝났다.

### UEFA 유럽 축구 선수권 대회

#### UEFA 유로 2016
UEFA 유로 2016 예선에서 6승 3무 1패로 벨기에에 이어 B조 2위로 사상 첫 유로 대회이자 58년만에 메이저 대회 본선에 오른 웨일스는 대회 본선에서 잉글랜드, 슬로바키아, 러시아와 함께 B조에 편성되었다. 그리고 첫 경기인 슬로바키아전에서 개러스 베일의 선제골과 핼 롭슨카누의 결승골로 2-1의 승리를 거두면서 유로 대회 본선 사상 첫 승을 신고했다. 이어 벌어진 잉글랜드와의 2차전에서는 베일의 선제골이자 2경기 연속골로 앞서가다가 상대팀인 제이미 바디와 대니얼 스터리지에게 연속골을 얻어맞고 1-2의 역전패를 당했다. 그러나 러시아와의 조별리그 최종전에서 애런 램지, 닐 테일러, 베일의 릴레이골로 3-0의 완승을 거두며 조 1위로 16강 진출에 성공했다. 그리고 북아일랜드와의 16강전에서 0-0으로 팽팽히 맞서고 있던 후반 30분 상대팀인 개러스 매컬리의 자책골이 나오면서 1-0으로 승리를 거두고 1958년 월드컵 이후 58년만에 메이저 대회 8강 진출을 이뤄냈다. 그리고 벨기에와의 8강전에서도 애슐리 윌리엄스, 롭슨카누, 샘 보크스의 릴레이골로 3-1의 역전승을 거두며 사상 첫 유로 대회 4강에 오르는 기염을 토했다. 비록 포르투갈과의 4강전에서 상대팀 에이스인 크리스티아누 호날두와 루이스 나니를 막지 못하고 0-2로 완패하며 사상 첫 결승 진출은 아쉽게 실패로 돌아갔지만 무려 58년만에 출전한 메이저 대회 본선에서 웨일스 축구 역사상 최고 성적을 거두며 첫 유로 대회를 성공적으로 마쳤다.

#### UEFA 유로 2020
UEFA 유로 2020 예선에서 4승 2무 2패로 2018년 FIFA 월드컵 준우승국인 크로아티아에 이어 E조 2위로 2016년 대회에 이어 2회 연속 유로 대회 본선 진출에 성공했고 2019년 11월 30일 루마니아 부쿠레슈티에서 열린 본선 조 추첨식에서 터키, 이탈리아, 스위스와 함께 A조에 편성되었다.

## 기타 국제 대회 경력
2018년 차이나컵에서는 우루과이에게 져 준우승을 차지했고 처음으로 개최한 1884년부터 1984년까지 100년간 열린 브리티시 홈 챔피언십에서는 12번의 우승을 차지했는데 그 가운데 공동 우승을 5번 차지했고 준우승도 15번 차지했다.

## FIFA 월드컵(본선)
| FIFA 월드컵 본선 기록 | FIFA 월드컵 본선 기록        | FIFA 월드컵 본선 기록        | FIFA 월드컵 본선 기록        | FIFA 월드컵 본선 기록        | FIFA 월드컵 본선 기록        | FIFA 월드컵 본선 기록        | FIFA 월드컵 본선 기록        | FIFA 월드컵 본선 기록        | FIFA 월드컵 본선 기록        |
| 년도                  | 결과                         | 순위                         | 경기                         | 승                           | 무*                          | 패                           | 득점                         | 실점                         | 승점                         |
| --------------------- | ---------------------------- | ---------------------------- | ---------------------------- | ---------------------------- | ---------------------------- | ---------------------------- | ---------------------------- | ---------------------------- | ---------------------------- |
| 1930년                | 불참                         | 불참                         | 불참                         | 불참                         | 불참                         | 불참                         | 불참                         | 불참                         | 불참                         |
| 1934년                | 불참                         | 불참                         | 불참                         | 불참                         | 불참                         | 불참                         | 불참                         | 불참                         | 불참                         |
| 1938년                | 불참                         | 불참                         | 불참                         | 불참                         | 불참                         | 불참                         | 불참                         | 불참                         | 불참                         |
| 1950년                | 예선 탈락                    | 예선 탈락                    | 예선 탈락                    | 예선 탈락                    | 예선 탈락                    | 예선 탈락                    | 예선 탈락                    | 예선 탈락                    | 예선 탈락                    |
| 1954년                | 예선 탈락                    | 예선 탈락                    | 예선 탈락                    | 예선 탈락                    | 예선 탈락                    | 예선 탈락                    | 예선 탈락                    | 예선 탈락                    | 예선 탈락                    |
| 1958년                | 8강                          | 8위                          | 5                            | 1                            | 3                            | 1                            | 4                            | 4                            | 6                            |
| 1962년                | 예선 탈락                    | 예선 탈락                    | 예선 탈락                    | 예선 탈락                    | 예선 탈락                    | 예선 탈락                    | 예선 탈락                    | 예선 탈락                    | 예선 탈락                    |
| 1966년                | 예선 탈락                    | 예선 탈락                    | 예선 탈락                    | 예선 탈락                    | 예선 탈락                    | 예선 탈락                    | 예선 탈락                    | 예선 탈락                    | 예선 탈락                    |
| 1970년                | 예선 탈락                    | 예선 탈락                    | 예선 탈락                    | 예선 탈락                    | 예선 탈락                    | 예선 탈락                    | 예선 탈락                    | 예선 탈락                    | 예선 탈락                    |
| 1974년                | 예선 탈락                    | 예선 탈락                    | 예선 탈락                    | 예선 탈락                    | 예선 탈락                    | 예선 탈락                    | 예선 탈락                    | 예선 탈락                    | 예선 탈락                    |
| 1978년                | 예선 탈락                    | 예선 탈락                    | 예선 탈락                    | 예선 탈락                    | 예선 탈락                    | 예선 탈락                    | 예선 탈락                    | 예선 탈락                    | 예선 탈락                    |
| 1982년                | 예선 탈락                    | 예선 탈락                    | 예선 탈락                    | 예선 탈락                    | 예선 탈락                    | 예선 탈락                    | 예선 탈락                    | 예선 탈락                    | 예선 탈락                    |
| 1986년                | 예선 탈락                    | 예선 탈락                    | 예선 탈락                    | 예선 탈락                    | 예선 탈락                    | 예선 탈락                    | 예선 탈락                    | 예선 탈락                    | 예선 탈락                    |
| 1990년                | 예선 탈락                    | 예선 탈락                    | 예선 탈락                    | 예선 탈락                    | 예선 탈락                    | 예선 탈락                    | 예선 탈락                    | 예선 탈락                    | 예선 탈락                    |
| 1994년                | 예선 탈락                    | 예선 탈락                    | 예선 탈락                    | 예선 탈락                    | 예선 탈락                    | 예선 탈락                    | 예선 탈락                    | 예선 탈락                    | 예선 탈락                    |
| 1998년                | 예선 탈락                    | 예선 탈락                    | 예선 탈락                    | 예선 탈락                    | 예선 탈락                    | 예선 탈락                    | 예선 탈락                    | 예선 탈락                    | 예선 탈락                    |
| 2002년                | 예선 탈락                    | 예선 탈락                    | 예선 탈락                    | 예선 탈락                    | 예선 탈락                    | 예선 탈락                    | 예선 탈락                    | 예선 탈락                    | 예선 탈락                    |
| 2006년                | 예선 탈락                    | 예선 탈락                    | 예선 탈락                    | 예선 탈락                    | 예선 탈락                    | 예선 탈락                    | 예선 탈락                    | 예선 탈락                    | 예선 탈락                    |
| 2010년                | 예선 탈락                    | 예선 탈락                    | 예선 탈락                    | 예선 탈락                    | 예선 탈락                    | 예선 탈락                    | 예선 탈락                    | 예선 탈락                    | 예선 탈락                    |
| 2014년                | 예선 탈락                    | 예선 탈락                    | 예선 탈락                    | 예선 탈락                    | 예선 탈락                    | 예선 탈락                    | 예선 탈락                    | 예선 탈락                    | 예선 탈락                    |
| 2018년                | 예선 탈락                    | 예선 탈락                    | 예선 탈락                    | 예선 탈락                    | 예선 탈락                    | 예선 탈락                    | 예선 탈락                    | 예선 탈락                    | 예선 탈락                    |
| 2022년                | 조별리그                     | 30위                         | 3                            | 0                            | 1                            | 2                            | 1                            | 6                            | 1                            |
| 합계                  | 2회 진출(2/22)               | 8강(1회)                     | 8                            | 1                            | 4                            | 3                            | 5                            | 10                           | 7                            |
| 순위                  | FIFA 월드컵 역대 순위 : 54위 | FIFA 월드컵 역대 순위 : 54위 | FIFA 월드컵 역대 순위 : 54위 | FIFA 월드컵 역대 순위 : 54위 | FIFA 월드컵 역대 순위 : 54위 | FIFA 월드컵 역대 순위 : 54위 | FIFA 월드컵 역대 순위 : 54위 | FIFA 월드컵 역대 순위 : 54위 | FIFA 월드컵 역대 순위 : 54위 |

## FIFA 월드컵(예선)
| FIFA 월드컵 예선 기록 | FIFA 월드컵 예선 기록                    | FIFA 월드컵 예선 기록                    | FIFA 월드컵 예선 기록                    | FIFA 월드컵 예선 기록                    | FIFA 월드컵 예선 기록                    | FIFA 월드컵 예선 기록                    | FIFA 월드컵 예선 기록                    | FIFA 월드컵 예선 기록                    | FIFA 월드컵 예선 기록                    |
| 년도                  | 경기                                     | 승                                       | 무*                                      | 패                                       | 득점                                     | 실점                                     | 승점                                     |                                          |                                          |
| --------------------- | ---------------------------------------- | ---------------------------------------- | ---------------------------------------- | ---------------------------------------- | ---------------------------------------- | ---------------------------------------- | ---------------------------------------- | ---------------------------------------- | ---------------------------------------- |
| 1930년                | 불참                                     | 불참                                     | 불참                                     | 불참                                     | 불참                                     | 불참                                     | 불참                                     |                                          |                                          |
| 1934년                | 불참                                     | 불참                                     | 불참                                     | 불참                                     | 불참                                     | 불참                                     | 불참                                     |                                          |                                          |
| 1938년                | 불참                                     | 불참                                     | 불참                                     | 불참                                     | 불참                                     | 불참                                     | 불참                                     |                                          |                                          |
| 1950년                | 3                                        | 0                                        | 1                                        | 2                                        | 1                                        | 6                                        | 1                                        |                                          |                                          |
| 1954년                | 3                                        | 0                                        | 1                                        | 2                                        | 5                                        | 9                                        | 1                                        |                                          |                                          |
| 1958년                | 6                                        | 4                                        | 0                                        | 2                                        | 10                                       | 5                                        | 12                                       |                                          |                                          |
| 1962년                | 2                                        | 0                                        | 1                                        | 1                                        | 2                                        | 3                                        | 1                                        |                                          |                                          |
| 1966년                | 6                                        | 3                                        | 0                                        | 3                                        | 11                                       | 9                                        | 9                                        |                                          |                                          |
| 1970년                | 4                                        | 0                                        | 0                                        | 4                                        | 3                                        | 10                                       | 0                                        |                                          |                                          |
| 1974년                | 4                                        | 1                                        | 1                                        | 2                                        | 3                                        | 5                                        | 4                                        |                                          |                                          |
| 1978년                | 4                                        | 1                                        | 0                                        | 3                                        | 3                                        | 4                                        | 3                                        |                                          |                                          |
| 1982년                | 8                                        | 4                                        | 2                                        | 2                                        | 12                                       | 7                                        | 14                                       |                                          |                                          |
| 1986년                | 6                                        | 3                                        | 1                                        | 2                                        | 7                                        | 6                                        | 10                                       |                                          |                                          |
| 1990년                | 6                                        | 0                                        | 2                                        | 4                                        | 4                                        | 8                                        | 2                                        |                                          |                                          |
| 1994년                | 10                                       | 5                                        | 2                                        | 3                                        | 19                                       | 12                                       | 17                                       |                                          |                                          |
| 1998년                | 8                                        | 2                                        | 1                                        | 5                                        | 20                                       | 21                                       | 7                                        |                                          |                                          |
| 2002년                | 10                                       | 1                                        | 6                                        | 3                                        | 10                                       | 12                                       | 9                                        |                                          |                                          |
| 2006년                | 10                                       | 2                                        | 2                                        | 6                                        | 10                                       | 15                                       | 8                                        |                                          |                                          |
| 2010년                | 10                                       | 4                                        | 0                                        | 6                                        | 9                                        | 12                                       | 12                                       |                                          |                                          |
| 2014년                | 10                                       | 3                                        | 1                                        | 6                                        | 9                                        | 20                                       | 10                                       |                                          |                                          |
| 2018년                | 10                                       | 4                                        | 5                                        | 1                                        | 13                                       | 6                                        | 17                                       |                                          |                                          |
| 2022년                | 10                                       | 6                                        | 3                                        | 1                                        | 17                                       | 10                                       | 21                                       |                                          |                                          |
| 합계                  | 128                                      | 41                                       | 29                                       | 58                                       | 165                                      | 179                                      | 152                                      |                                          |                                          |
| 순위                  | 월드컵 예선 승점 순위 : 66위 (유럽 27위) | 월드컵 예선 승점 순위 : 66위 (유럽 27위) | 월드컵 예선 승점 순위 : 66위 (유럽 27위) | 월드컵 예선 승점 순위 : 66위 (유럽 27위) | 월드컵 예선 승점 순위 : 66위 (유럽 27위) | 월드컵 예선 승점 순위 : 66위 (유럽 27위) | 월드컵 예선 승점 순위 : 66위 (유럽 27위) | 월드컵 예선 승점 순위 : 66위 (유럽 27위) | 월드컵 예선 승점 순위 : 66위 (유럽 27위) |

## UEFA 유럽 축구 선수권 대회(본선)
| UEFA 유로컵 본선 기록 | UEFA 유로컵 본선 기록                  | UEFA 유로컵 본선 기록                  | UEFA 유로컵 본선 기록                  | UEFA 유로컵 본선 기록                  | UEFA 유로컵 본선 기록                  | UEFA 유로컵 본선 기록                  | UEFA 유로컵 본선 기록                  | UEFA 유로컵 본선 기록                  | UEFA 유로컵 본선 기록                  |
| 년도                  | 결과                                   | 순위                                   | 경기                                   | 승                                     | 무*                                    | 패                                     | 득점                                   | 실점                                   | 승점                                   |
| --------------------- | -------------------------------------- | -------------------------------------- | -------------------------------------- | -------------------------------------- | -------------------------------------- | -------------------------------------- | -------------------------------------- | -------------------------------------- | -------------------------------------- |
| 1960년                | 불참                                   | 불참                                   | 불참                                   | 불참                                   | 불참                                   | 불참                                   | 불참                                   | 불참                                   | 불참                                   |
| 1964년                | 예선 탈락                              | 예선 탈락                              | 예선 탈락                              | 예선 탈락                              | 예선 탈락                              | 예선 탈락                              | 예선 탈락                              | 예선 탈락                              | 예선 탈락                              |
| 1968년                | 예선 탈락                              | 예선 탈락                              | 예선 탈락                              | 예선 탈락                              | 예선 탈락                              | 예선 탈락                              | 예선 탈락                              | 예선 탈락                              | 예선 탈락                              |
| 1972년                | 예선 탈락                              | 예선 탈락                              | 예선 탈락                              | 예선 탈락                              | 예선 탈락                              | 예선 탈락                              | 예선 탈락                              | 예선 탈락                              | 예선 탈락                              |
| 1976년                | 예선 탈락                              | 예선 탈락                              | 예선 탈락                              | 예선 탈락                              | 예선 탈락                              | 예선 탈락                              | 예선 탈락                              | 예선 탈락                              | 예선 탈락                              |
| 1980년                | 예선 탈락                              | 예선 탈락                              | 예선 탈락                              | 예선 탈락                              | 예선 탈락                              | 예선 탈락                              | 예선 탈락                              | 예선 탈락                              | 예선 탈락                              |
| 1984년                | 예선 탈락                              | 예선 탈락                              | 예선 탈락                              | 예선 탈락                              | 예선 탈락                              | 예선 탈락                              | 예선 탈락                              | 예선 탈락                              | 예선 탈락                              |
| 1988년                | 예선 탈락                              | 예선 탈락                              | 예선 탈락                              | 예선 탈락                              | 예선 탈락                              | 예선 탈락                              | 예선 탈락                              | 예선 탈락                              | 예선 탈락                              |
| 1992년                | 예선 탈락                              | 예선 탈락                              | 예선 탈락                              | 예선 탈락                              | 예선 탈락                              | 예선 탈락                              | 예선 탈락                              | 예선 탈락                              | 예선 탈락                              |
| 1996년                | 예선 탈락                              | 예선 탈락                              | 예선 탈락                              | 예선 탈락                              | 예선 탈락                              | 예선 탈락                              | 예선 탈락                              | 예선 탈락                              | 예선 탈락                              |
| 2000년                | 예선 탈락                              | 예선 탈락                              | 예선 탈락                              | 예선 탈락                              | 예선 탈락                              | 예선 탈락                              | 예선 탈락                              | 예선 탈락                              | 예선 탈락                              |
| 2004년                | 예선 탈락                              | 예선 탈락                              | 예선 탈락                              | 예선 탈락                              | 예선 탈락                              | 예선 탈락                              | 예선 탈락                              | 예선 탈락                              | 예선 탈락                              |
| 2008년                | 예선 탈락                              | 예선 탈락                              | 예선 탈락                              | 예선 탈락                              | 예선 탈락                              | 예선 탈락                              | 예선 탈락                              | 예선 탈락                              | 예선 탈락                              |
| 2012년                | 예선 탈락                              | 예선 탈락                              | 예선 탈락                              | 예선 탈락                              | 예선 탈락                              | 예선 탈락                              | 예선 탈락                              | 예선 탈락                              | 예선 탈락                              |
| 2016년                | 4강                                    | 3위                                    | 6                                      | 4                                      | 0                                      | 2                                      | 10                                     | 6                                      | 12                                     |
| 2020년                | 16강                                   | 16위                                   | 4                                      | 1                                      | 1                                      | 2                                      | 3                                      | 6                                      | 4                                      |
| 합계                  | 2회 진출(2/16)                         | 4강(3위)                               | 10                                     | 5                                      | 1                                      | 4                                      | 13                                     | 12                                     | 16                                     |
| 순위                  | UEFA 유럽 축구 선수권 대회 순위 : 16위 | UEFA 유럽 축구 선수권 대회 순위 : 16위 | UEFA 유럽 축구 선수권 대회 순위 : 16위 | UEFA 유럽 축구 선수권 대회 순위 : 16위 | UEFA 유럽 축구 선수권 대회 순위 : 16위 | UEFA 유럽 축구 선수권 대회 순위 : 16위 | UEFA 유럽 축구 선수권 대회 순위 : 16위 | UEFA 유럽 축구 선수권 대회 순위 : 16위 | UEFA 유럽 축구 선수권 대회 순위 : 16위 |

## UEFA 유럽 축구 선수권 대회(예선)
| UEFA 유로컵 예선 기록 | UEFA 유로컵 예선 기록      | UEFA 유로컵 예선 기록      | UEFA 유로컵 예선 기록      | UEFA 유로컵 예선 기록      | UEFA 유로컵 예선 기록      | UEFA 유로컵 예선 기록      | UEFA 유로컵 예선 기록      | UEFA 유로컵 예선 기록      | UEFA 유로컵 예선 기록      |
| 년도                  | 경기                       | 승                         | 무*                        | 패                         | 득점                       | 실점                       | 승점                       |                            |                            |
| --------------------- | -------------------------- | -------------------------- | -------------------------- | -------------------------- | -------------------------- | -------------------------- | -------------------------- | -------------------------- | -------------------------- |
| 1960년                | 불참                       | 불참                       | 불참                       | 불참                       | 불참                       | 불참                       | 불참                       |                            |                            |
| 1964년                | 2                          | 0                          | 1                          | 1                          | 2                          | 4                          | 1                          |                            |                            |
| 1968년                | 6                          | 1                          | 2                          | 3                          | 6                          | 12                         | 5                          |                            |                            |
| 1972년                | 6                          | 2                          | 1                          | 3                          | 5                          | 6                          | 7                          |                            |                            |
| 1976년                | 8                          | 5                          | 1                          | 2                          | 15                         | 7                          | 16                         |                            |                            |
| 1980년                | 6                          | 3                          | 0                          | 3                          | 11                         | 8                          | 9                          |                            |                            |
| 1984년                | 6                          | 2                          | 3                          | 1                          | 7                          | 6                          | 9                          |                            |                            |
| 1988년                | 6                          | 2                          | 2                          | 2                          | 7                          | 5                          | 8                          |                            |                            |
| 1992년                | 6                          | 4                          | 1                          | 1                          | 8                          | 6                          | 13                         |                            |                            |
| 1996년                | 10                         | 2                          | 2                          | 6                          | 9                          | 19                         | 8                          |                            |                            |
| 2000년                | 8                          | 3                          | 0                          | 5                          | 7                          | 16                         | 9                          |                            |                            |
| 2004년                | 10                         | 4                          | 2                          | 4                          | 13                         | 11                         | 14                         |                            |                            |
| 2008년                | 12                         | 4                          | 3                          | 5                          | 18                         | 19                         | 15                         |                            |                            |
| 2012년                | 8                          | 3                          | 0                          | 5                          | 6                          | 10                         | 9                          |                            |                            |
| 2016년                | 10                         | 6                          | 3                          | 1                          | 11                         | 4                          | 21                         |                            |                            |
| 2020년                | 8                          | 4                          | 2                          | 2                          | 10                         | 6                          | 14                         |                            |                            |
| 합계                  | 112                        | 45                         | 23                         | 44                         | 135                        | 139                        | 158                        |                            |                            |
| 순위                  | 유로 예선 승점 순위 : 25위 | 유로 예선 승점 순위 : 25위 | 유로 예선 승점 순위 : 25위 | 유로 예선 승점 순위 : 25위 | 유로 예선 승점 순위 : 25위 | 유로 예선 승점 순위 : 25위 | 유로 예선 승점 순위 : 25위 | 유로 예선 승점 순위 : 25위 | 유로 예선 승점 순위 : 25위 |

## 하계 올림픽
올림픽은 잉글랜드, 스코틀랜드, 웨일스, 북아일랜드로 각각 쪼개져서 나올 수 없으며 연합국 단일 팀 출전만 허용한다. 모든 올림픽 대회는 영국 단일팀으로 출전했다.
따라서 자세한 내용은 영국 축구 국가대표팀 참조.

## 선수

### 현재 선수 명단
다음 선수들은 2023년 9월 7일  대한민국과의 친선 경기와 9월 11일  라트비아와의 UEFA 유로 2024 예선에 참가하는 선수 명단이다.

참가횟수와 골은 2023년 6월 19일  튀르키예와의 경기 직후 결과 기준이다.
| 번호 | 위치 | 선수              | 생년월일 (나이)        | 출전 | 득점 | 소속                |
| ---- | ---- | ----------------- | ---------------------- | ---- | ---- | ------------------- |
|      | GK   | 웨인 헤네시       | 1987년 1월 24일(38세)  | 108  | 0    | 노팅엄 포리스트     |
|      | GK   | 대니 워드         | 1993년 6월 22일(32세)  | 28   | 0    | 레스터 시티         |
|      | GK   | 애덤 데이비스     | 1992년 7월 17일(33세)  | 4    | 0    | 셰필드 유나이티드   |
|      | GK   | 톰 킹             | 1995년 3월 9일(30세)   | 0    | 0    | 울버햄프턴 원더러스 |
|      |      |                   |                        |      |      |                     |
|      | DF   | 벤 데이비스       | 1993년 4월 24일(32세)  | 78   | 1    | 토트넘 홋스퍼       |
|      | DF   | 코너 로버츠       | 1995년 9월 23일(29세)  | 48   | 3    | 번리                |
|      | DF   | 크리스 메펌       | 1997년 11월 5일(27세)  | 40   | 0    | 본머스              |
|      | DF   | 조 로던           | 1997년 10월 22일(27세) | 37   | 0    | 리즈 유나이티드     |
|      | DF   | 니코 윌리엄스     | 2001년 4월 13일(24세)  | 30   | 2    | 노팅엄 포리스트     |
|      | DF   | 벤 카방고         | 2000년 5월 30일(25세)  | 7    | 0    | 스완지 시티         |
|      | DF   | 모건 폭스         | 1993년 9월 21일(31세)  | 0    | 0    | 퀸스 파크 레인저스  |
|      |      |                   |                        |      |      |                     |
|      | MF   | 에런 램지 (주장)  | 1990년 12월 26일(34세) | 82   | 20   | 카디프 시티         |
|      | MF   | 해리 윌슨         | 1997년 3월 22일(28세)  | 46   | 6    | 풀럼                |
|      | MF   | 이선 암파두       | 2000년 9월 14일(24세)  | 44   | 0    | 리즈 유나이티드     |
|      | MF   | 조 모렐           | 1997년 1월 3일(28세)   | 36   | 0    | 포츠머스            |
|      | MF   | 데이비드 브룩스   | 1997년 7월 8일(28세)   | 22   | 2    | 본머스              |
|      | MF   | 웨스 번즈         | 1994년 11월 23일(30세) | 4    | 0    | 입스위치 타운       |
|      | MF   | 조시 시핸         | 1995년 3월 30일(30세)  | 3    | 0    | 볼턴 원더러스       |
|      | MF   | 조던 제임스       | 2004년 7월 2일(21세)   | 2    | 0    | 버밍엄 시티         |
|      |      |                   |                        |      |      |                     |
|      | FW   | 키퍼 무어         | 1992년 8월 8일(32세)   | 34   | 10   | 본머스              |
|      | FW   | 브레넌 존슨       | 2001년 5월 23일(24세)  | 20   | 2    | 토트넘 홋스퍼       |
|      | FW   | 라비 마톤도       | 2000년 9월 9일(24세)   | 11   | 0    | 레인저스            |
|      | FW   | 톰 브래드쇼       | 1992년 7월 27일(33세)  | 6    | 0    | 밀월                |
|      | FW   | 네이선 브로드헤드 | 1998년 4월 5일(27세)   | 4    | 1    | 입스위치 타운       |
|      | FW   | 리엄 컬른         | 1999년 4월 23일(26세)  | 0    | 0    | 스완지 시티         |

### 최근 차출
| 위치 | 선수                | 생년월일 (나이)        | 출전 | 득점 | 소속                | 최근 소집                   |
| ---- | ------------------- | ---------------------- | ---- | ---- | ------------------- | --------------------------- |
| DF   | 톰 로키어부         | 1994년 12월 3일(30세)  | 14   | 0    | 루턴 타운           | 2023년 9월 7일, 대한민국전  |
| DF   | 조 로우             | 2002년 2월 20일(23세)  | 0    | 0    | 위컴 원더러스       | 2023년 6월 19일, 튀르키예전 |
| DF   | 크리스 건터은       | 1989년 7월 21일(36세)  | 109  | 0    | 은퇴                | 2022년 FIFA 월드컵          |
| DF   | 리스 노링턴데이비스 | 1999년 4월 22일(26세)  | 13   | 1    | 셰필드 유나이티드   | 2022년 9월 25일, 폴란드전   |
|      |                     |                        |      |      |                     |                             |
| MF   | 올리 쿠퍼           | 1999년 12월 14일(25세) | 1    | 0    | 스완지 시티         | 2023년 6월 19일, 튀르키예전 |
| MF   | 루크 해리스         | 2005년 4월 3일(20세)   | 0    | 0    | 풀럼                | 2023년 6월 19일, 튀르키예전 |
| MF   | 소바 토마스         | 1999년 1월 25일(26세)  | 8    | 0    | 허더즈필드 타운     | 2023년 3월 28일, 라트비아전 |
| MF   | 조 앨런은           | 1990년 3월 14일(35세)  | 74   | 2    | 스완지 시티         | 2022년 FIFA 월드컵          |
| MF   | 조니 윌리엄스은     | 1993년 10월 9일(31세)  | 33   | 2    | 질링엄              | 2022년 FIFA 월드컵          |
| MF   | 매슈 스미스         | 1999년 11월 22일(25세) | 19   | 0    | 세인트 존스톤       | 2022년 FIFA 월드컵          |
| MF   | 딜런 레빗           | 2000년 11월 17일(24세) | 13   | 0    | 하이버니언          | 2022년 FIFA 월드컵          |
| MF   | 루빈 콜윌           | 2002년 4월 27일(23세)  | 8    | 1    | 카디프 시티         | 2022년 FIFA 월드컵          |
|      |                     |                        |      |      |                     |                             |
| FW   | 대니얼 제임스       | 1997년 11월 10일(27세) | 45   | 6    | 리즈 유나이티드     | 2023년 6월 19일, 튀르키예전 |
| FW   | 마크 해리스         | 1998년 12월 29일(26세) | 5    | 0    | 옥스퍼드 유나이티드 | 2023년 3월 28일, 라트비아전 |
| FW   | 가레스 베일은       | 1989년 7월 16일(36세)  | 111  | 41   | 은퇴                | 2022년 FIFA 월드컵          |
| FW   | 타일러 로버츠       | 1999년 1월 12일(26세)  | 20   | 0    | 버밍엄 시티         | 2022년 9월 25일, 폴란드전   |

범례
정: 출전 정지

부: 부상으로 선수단에서 제외

코: 코로나 19로 선수단에서 제외

은: 국가대표팀 은퇴

예: 예비 명단에 포함

## 통계

### 최다 출장 선수

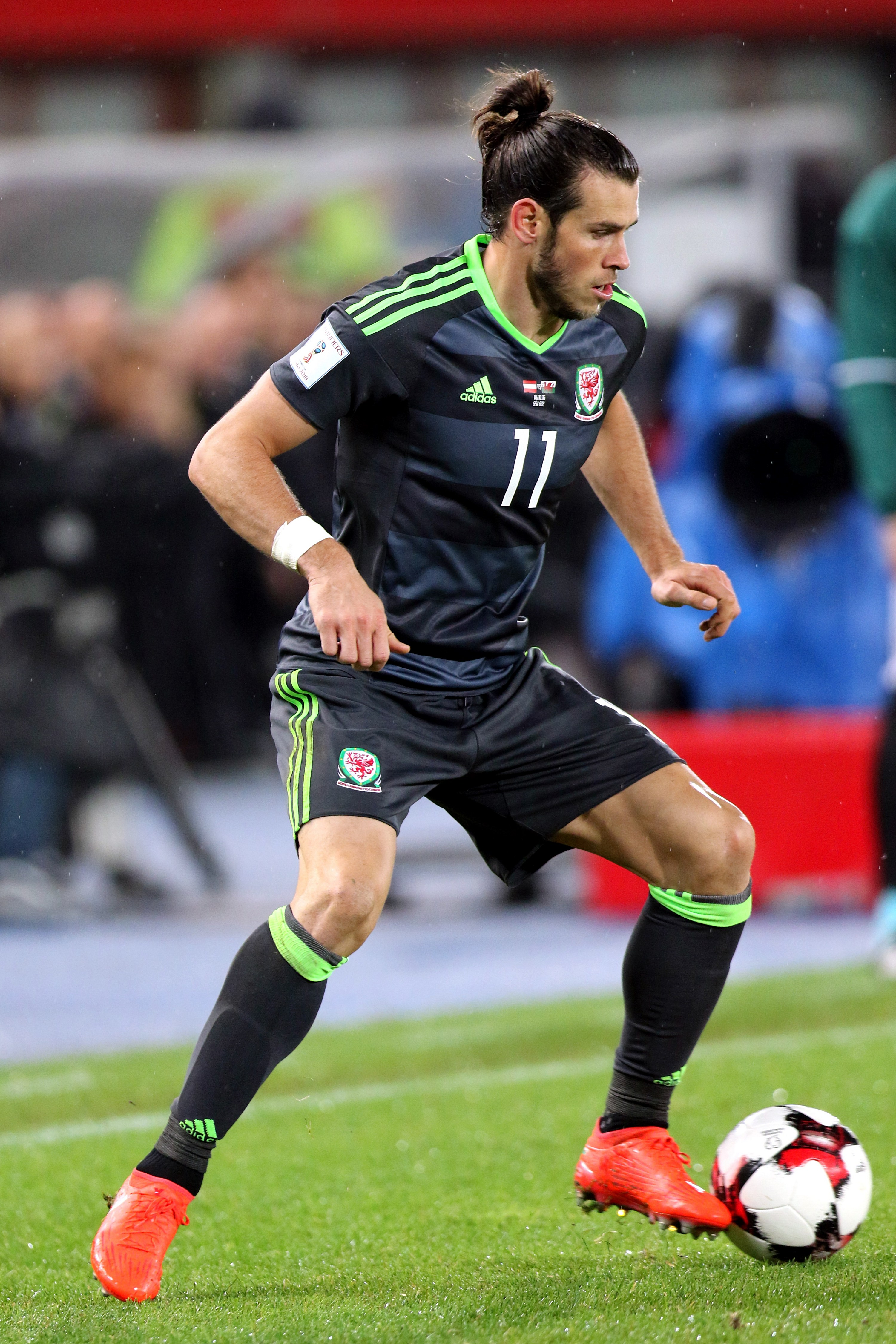
가레스 베일은 웨일스에서 111경기에 출장하며 41골을 넣은 최다 출장 선수이자 최다 득점 선수이다.

| # | 성명            | 기간      | 출장 | 골 |
| - | --------------- | --------- | ---- | -- |
| 1 | 가레스 베일     | 2006–2022 | 111  | 41 |
| 2 | 크리스 건터     | 2007–2022 | 109  | 0  |
| 3 | 웨인 헤네시     | 2007–     | 108  | 0  |
| 4 | 네빌 사우스올   | 1982–1997 | 92   | 0  |
| 5 | 애슐리 윌리엄스 | 2008–2019 | 86   | 2  |
| 6 | 게리 스피드     | 1990–2004 | 85   | 7  |
| 7 | 크레이그 벨러미 | 1998–2013 | 78   | 19 |
| 7 | 에런 램지       | 2008–     | 78   | 20 |
| 9 | 조 레들리       | 2005–2018 | 77   | 4  |
| 9 | 벤 데이비스     | 2012–     | 77   | 1  |

2022년 11월 29일 기준

### 최다 득점 선수
| # | 선수            | 경력      | 골 | 출장 | 골평균 |
| - | --------------- | --------- | -- | ---- | ------ |
| 1 | 가레스 베일     | 2006–2022 | 41 | 111  | 0.37   |
| 2 | 이언 러시       | 1980–1996 | 28 | 73   | 0.38   |
| 3 | 트레버 포드     | 1947–1957 | 23 | 38   | 0.61   |
| 3 | 아이버 올처치   | 1951–1966 | 23 | 68   | 0.34   |
| 5 | 딘 손더스       | 1986–2001 | 22 | 75   | 0.29   |
| 6 | 에런 램지       | 2008–     | 20 | 78   | 0.26   |
| 7 | 크레이그 벨러미 | 1998–2013 | 19 | 78   | 0.24   |
| 8 | 로버트 언쇼     | 2002–2011 | 16 | 59   | 0.27   |
| 8 | 클리프 존스     | 1954–1970 | 16 | 59   | 0.27   |
| 8 | 마크 휴스       | 1984–1999 | 16 | 72   | 0.22   |

2022년 11월 29일 기준

## 역대 감독
| 감독            | 임기        |
| --------------- | ----------- |
| 존 토샥         | 1994        |
| 마크 휴스       | 1999 ~ 2004 |
| 존 토샥         | 2004 ~ 2010 |
| 게리 스피드     | 2010 ~ 2011 |
| 라이언 긱스     | 2018 ~ 2022 |
| 롭 페이지(대행) | 2020 ~ 2022 |
| 롭 페이지       | 2022 ~ 2024 |
| 크레이그 벨러미 | 2024 ~      |

## 같이 보기
- 웨일스 여자 축구 국가대표팀